# Ливец
Ливец (пол. Liwiec) — река на юге Подляского воеводства и в центральной части Мазовецкого воеводства Польши.
Длина — 120 км, площадь бассейна составляет 2779 км². Является левым притоком реки Западный Буг. Река Ливец берёт начало северо-западнее города Мендзыжец-Подляски близ города Седльце. Течёт на северо-запад. На реке расположены города Венгрув и Вышкув, а также множество сёл. Устье реки находится близ села Корчувка.
На берегу реки располагаются руины замка села Лив, построенного в 1421 году.